# Ariane 5
El Ariane 5 fue un cohete de un solo uso diseñado para colocar cargas en órbitas bajas, en órbita geoestacionaria o en órbitas más altas. Su último vuelo fue el 5 de julio del 2023 lanzando dos satélites de comunicaciones. Comenzó a diseñarse en 1984 por encargo de la Agencia Espacial Europea (ESA) a EADS SPACE Transportation como contratista primario, liderando un consorcio de subcontratistas. Arianespace se encarga de la gestión de las misiones y la comercialización, como parte del programa Ariane. EADS SPACE Transportation construye los cohetes en Europa y Arianespace los lanza desde el centro espacial de Kourou, en la Guayana Francesa.
Es el sucesor del Ariane 4, pero no es un derivado directo. Su desarrollo llevó 10 años y costó 6 mil millones de euros. El objetivo inicial del Ariane 5 era servir como lanzadera del minitransbordador Hermes. Cuando la ESA canceló el proyecto Hermes, el cohete se destinó a cumplir misiones puramente comerciales.

## Componentes
La etapa criogénica principal del Ariane 5, la H158 (H173 para el Ariane 5 ECA) se denomina EPC (Étage Principal Cryotechnique/Primera Etapa Criogénica). Consiste en un gran tanque de 30,5 metros de altura con dos compartimentos, uno para 130 toneladas de oxígeno líquido y otro para 25 toneladas de hidrógeno líquido, y un motor Vulcain en la base con una fuerza de 115.000 kilopondios (1,13 meganewtons). Esta parte de la primera etapa pesa unas 15 toneladas cuando está vacía.
Adheridos a ambos lados se encuentran dos propulsores de combustible sólido, los P238 (P241 para el Ariane 5 ECA). Cada uno de ellos pesa 277 toneladas cuando está lleno y proporciona una fuerza de 630 000 kilopondios (6,2 MN). Estos propulsores pueden ser recuperados mediante paracaídas. De este modo pueden ser examinados tras llevar a cabo las primeras misiones. Sin embargo nunca se reutilizan.
La segunda etapa está encima de la etapa principal y por debajo de la carga. El Ariane 5G utiliza la EPS (Étage à Propergols Stockables/Etapa propulsora almacenable), que está propulsada por monometilhidracina (MMH) y tetraóxido de nitrógeno, mientras que el Ariane 5 ECA usa la ESC (Étage Supérieur Cryotechnique/Etapa superior criogénica), propulsada por hidrógeno líquido y oxígeno líquido. La carga y las etapas superiores están cubiertas durante el lanzamiento por una carcasa que reduce la resistencia aerodinámica, y que se separa cuando alcanza suficiente altura.

## Variantes

### Ariane 5 G
Es la versión original (G significa Genérica). Con una masa de lanzamiento de 737 toneladas, la carga máxima que puede poner en órbita geoestacionaria fue establecida inicialmente en 5970 kg, pero tras varias pruebas ha sido incrementada hasta los 6200 kg.

### Ariane 5 G+
Se trata del Ariane 5G con una segunda etapa mejorada, soportando una carga máxima de 6950 kg. Despegó tres veces en 2004.

### Ariane 5 GS
Versión que reemplazó al 5G+ y de la que se construyeron unidades limitadas. Lleva más combustible sólido en los propulsores laterales, un control del sistema eléctrico mejorado y 300 kg adicionales de combustible en la segunda etapa. Además, la etapa principal usa un motor Vulcain mejorado, el Vulcain 1B.

### Ariane 5 ECA
El Ariane 5 ECA puede llevar cargas dobles de hasta 9,6 toneladas o una carga simple de 10,5 toneladas. Esta variante usa un nuevo motor Vulcain 2 en la primera etapa, y una segunda etapa del tipo ESC-A, propulsada por un motor HM7B, que pesa 6500 kg y lleva 14 000 kg de propulsor criogénico. La segunda etapa fue usada como tercera etapa en el Ariane 4, pero actualmente los tanques han sido modificados para hacer esta etapa más corta.
Los aceleradores de combustible sólido llevan más propulsante, añadiendo 50 toneladas extra de empuje durante los 20 primeros segundos de vuelo, y utilizan unas nuevas toberas con menos piezas y son más baratos y fáciles de fabricar.
El nuevo Vulcain 2 proporciona un 20 % más de empuje que el Vulcain original, 137 toneladas en total. La mezcla de propulsante que alimenta el motor lleva un 20 % más de oxígeno líquido (por lo que hubo que diseñar una nueva turbobomba) y se introduce a una presión ligeramente mayor.
Esta versión lleva 150 t de oxígeno líquido y 25 t de hidrógeno líquido.

### Ariane 5 ECB
Es una modificación del Ariane 5 ECA que utiliza una etapa secundaria más grande con un motor Vinci en lugar del HM7B, mientras que la etapa principal es la misma. La carga máxima que puede enviar a órbita geoestacionaria es de 12 toneladas.

### Ariane 5 ES-ATV
Es una variante específica para el lanzamiento de los Automated Transfer Vehicle (ATV), naves de abastecimiento de la Estación Espacial Internacional. Esta variante hace uso del motor Vulcain 2 en la primera etapa y EPS, la misma que Ariane 5G, en la segunda etapa.

### Ariane 5 V
Versión que utiliza una EPS mejorada utilizando un motor Aestus capaz de reencendido. Carga máxima a órbita geoestacionaria: 8 t. 

### Ariane 5 FLS
Estudio de 1988 en el que se proponían propulsores laterales reutilizables, con alas, que los devolverían a tierra para su puesta a punto y nuevo uso.

### Ariane 5 RRL
Estudio de 1993 en el que se proponían propulsores laterales reutilizables de combustible líquido con motores rusos (RD-120 o RD-701) y con alas para devolverlos a tierra.

### Ariane 5 VTVL
Estudio de 1995 en el que se proponían propulsores laterales reutilizables, con la particularidad de que tomarían tierra verticalmente.
Cohetes similares: Delta IV - Atlas V - Larga Marcha 5 - Angara - Protón

## Fallo del ARIANE 5G de 1996
El primer cohete Ariane 5 estalló sobre la costa de Guayana Francesa el 4 de junio de 1996. El vector se autodestruyó a 3.400 metros de altura sobre la base espacial de Kourou.
La comisión creada para investigar las causas, informó que el fallo procedió del software del sistema de control y guiado, denominado sistema de referencia inercial, que se había utilizado sin problemas en el Ariane 4. El Ariane 5, con mayor potencia y distintas variables de dirección que el Ariane 4, desbordó rápidamente la capacidad de los sistemas inerciales a bordo, el programa enloqueció por exceso de información y transmitió informaciones erróneas al ordenador central, que a su vez dio la orden de corregir una desviación que no existía, lo que colocó al cohete en una trayectoria imposible. 

## Lista de vuelos
| Fecha y hora (UTC)                      | Vuelo  | Versión | N.º de serie | Carga útil                                         | Resultado     | Operador(es) |
| --------------------------------------- | ------ | ------- | ------------ | -------------------------------------------------- | ------------- | --- |
| 4 de junio de 1996 a las 12:34:06       | V-88   | 5G      | 501          | Clúster                                            | Fracaso       | ESA Unión Europea |
| 30 de octubre de 1997 a las 13:43:00    | V-101  | 5G      | 502          | MaqSat H y TEAMSAT, MaqSat B, YES                  | Fallo parcial | ESA Unión Europea |
| 21 de octubre de 1998 a las 16:37:21    | V-112  | 5G      | 503          | MaqSat 3, ARD                                      | Éxito         | ESA Unión Europea / ARD Alemania |
| 10 de diciembre de 1999 a las 14:32:07  | V-119  | 5G      | 504          | XMM-Newton                                         | Éxito         | ESA Unión Europea |
| 21 de marzo de 2000 a las 23:28:19      | V-128  | 5G      | 505          | INSAT 3B, AsiaStar                                 | Éxito         | ISRO India / Worldspace Estados Unidos |
| 14 de septiembre de 2000 a las 22:54:07 | V-130  | 5G      | 506          | Astra 2B, GE 7                                     | Éxito         | SES S.A. Luxemburgo |
| 16 de noviembre de 2000 a las 01:07:07  | V-135  | 5G      | 507          | PAS 1R, Amsat P3D, STRV 1C, STRV 1D                | Éxito         | Intelsat Luxemburgo y PanAmSat Estados Unidos (PAS 1R) / AMSAT Estados Unidos (Amsat P3D) / STRV Reino Unido (STRV 1C, STRV 1D)                         |
| 20 de diciembre de 2000 a las 00:26:00  | V-138  | 5G      | 508          | Astra 2D, GE 8 (Aurora 3), LDREX                   | Éxito         | SES S.A. y SES ASTRA Luxemburgo (ASTRA 2D) / SES World Skies Estados Unidos y Países Bajos (GE 8) / NASDA Japón (LDREX)                                 |
| 8 de marzo de 2001 a las 22:51:00       | V-140  | 5G      | 509          | Eurobird 1, BSat 2.ª                               | Éxito         | Eutelsat Francia / B-SAT Japón |
| 12 de julio de 2001 a las 22:58:00      | V-142  | 5G      | 510          | Artemis, BSat 2b                                   | Fallo parcial | ESA Unión Europea / B-SAT Japón |
| 1 de marzo de 2002 a las 01:07:59       | V-145  | 5G      | 511          | Envisat                                            | Éxito         | ESA Unión Europea 8200 kg. Récord de masa para un satélite en órbita baja con 8200 kg.                                                                  |
| 5 de julio de 2002 a las 23:22:00       | V-153  | 5G      | 512          | Stellat 5, N-Star c                                | Éxito         | Francia / NTT DoCoMo Japón |
| 28 de agosto de 2002 a las 22:45:00     | V-155  | 5G      | 513          | Atlantic Bird 1, MSG-1, MFD                        | Éxito         | Eutelsat Francia (Atlantic Bird 1) / EUMETSAT Unión Europea (MSG-1)                                                                                     |
| 11 de diciembre de 2002 a las 22:22:00  | V-157  | 5ECA    | 517          | Hot Bird 7, Stentor, MFD A, MFD B                  | Fracaso       | Eutelsat Francia (Hot Bird 7) / CNES Francia (Stentor)                                                                                                  |
| 9 de abril de 2003 a las 22:52:19       | V-160  | 5G      | 514          | Insat 3A, Galaxy 12                                | Éxito         | ISRO India (Insat 3A) / PanAmSat Estados Unidos (Galaxy 12)                                                                                             |
| 11 de junio de 2003 a las 22:38:15      | V-161  | 5G      | 515          | Optus C1, BSat 2c                                  | Éxito         | SingTel Optus Australia (Optus C1) / B-SAT Japón (BSat 2c)                                                                                              |
| 27 de septiembre de 2003 a las 23:14:46 | V-162  | 5G      | 516          | Insat 3E, eBird 1, SMART-1                         | Éxito         | ISRO India (Insat 3E) / Eutelsat Francia (eBird 1) / ESA Unión Europea (SMART-1)                                                                        |
| 2 de marzo de 2004 a las 07:17:44       | V-158  | 5G+     | 518          | Rosetta                                            | Éxito         | ESA Unión Europea |
| 18 de julio de 2004 a las 00:44:00      | V-163  | 5G+     | 519          | Anik-F2                                            | Éxito         | Télésat Canada Canadá |
| 18 de diciembre de 2004 a las 16:26:00  | V-165  | 5G+     | 520          | Helios 2A, Essaim 1, 2, 3 y 4, PARASOL, Nanosat 01 | Éxito         | Armée Francia Bélgica España Grecia (Helios 2A) / CNES Francia (Essaim 1, 2, 3 y 4 + PARASOL) / INTA España (Nanosat 01)                                |
| 12 de febrero de 2005 a las 21:03:00    | V-164  | 5ECA    | 521          | XTAR-EUR, Maqsat B2, Sloshsat                      | Éxito         | XTAR LLC Estados Unidos (XTAR-EUR)/ ESA Unión Europea (Maqsat B2 y Sloshsat)                                                                            |
| 11 de agosto de 2005 a las 08:20:00     | V-166  | 5GS     | 523          | Thaïcom 4-iPStar 1                                 | Éxito         | Thaicom Tailandia |
| 13 de octubre de 2005 a las 22:32:00    | V-168  | 5GS     | 524          | Syracuse III-A, Galaxy 15                          | Éxito         | Ministerio de Defensa francés Francia (Syracuse III-A) / PanAmSat Estados Unidos (Galaxy 15)                                                            |
| 16 de noviembre de 2005 a las 23:46:00  | V-167  | 5ECA    | 522          | Spaceway F2, Telkom 2                              | Éxito         | DIRECTV Estados Unidos (Spaceway F2) / PT Telkomunikasi Indonesia Indonesia (Telkom 2)                                                                  |
| 21 de diciembre de 2005 a las 22:33:00  | V-169  | 5GS     | 525          | Insat 4A, MSG-2                                    | Éxito         | ISRO India (Insat 4A) / ESA & Eumetsat Unión Europea (MSG-2)                                                                                            |
| 11 de marzo de 2006 a las 22:32:50      | V-170  | 5ECA    | 527          | Spainsat, Hot Bird 7A                              | Éxito         | Hisdesat España (Spainsat) / Eutelsat Unión Europea (Hot Bird 7A)                                                                                       |
| 26 de mayo de 2006 a las 21:08:50       | V-171  | 5ECA    | 529          | Satmex 6, Thaicom 5                                | Éxito         | Satélites Mexicanos S.A. de C.V México / Shin Satellite Plc Tailandia                                                                                   |
| 11 de agosto de 2006 a las 22:15:00     | V-172  | 5ECA    | 531          | JCSat 10, Syracuse III-B                           | Éxito         | JCSAT Corporation Japón (JCSat 10) / Ministerio de Defensa francés Francia (Syracuse III-B)                                                             |
| 13 de octubre de 2006 a las 20:56:00    | V-173  | 5ECA    | 533          | DirecTV-9S, Optus D1, LDREX-2                      | Éxito         | DIRECTV Inc. Estados Unidos (DirecTV-9S) / Optus Australia (Optus D1) / JAXA Japón (LDREX 2)                                                            |
| 8 de diciembre de 2006 a las 22:08:00   | V-174  | 5ECA    | 534          | WildBlue 1, AMC 18                                 | Éxito         | WildBlue Estados Unidos (WildBlue 1) / SES Americom Estados Unidos (AMC 18)                                                                             |
| 11 de marzo de 2007 a las 22:03         | V-175  | 5ECA    | 535          | Skynet-5A, Insat-4B                                | Éxito         | EADS Astrium Unión Europea (Skynet-5A) / ISRO India (Insat-4B)                                                                                          |
| 4 de mayo de 2007 a las 22:29           | V-176  | 5ECA    | 536          | Astra 1L                                           | Éxito         | SES Astra Estados Unidos (Astra 1L) / Intelsat Luxemburgo (Galaxy 17)                                                                                   |
| 14 de agosto de 2007 a las 23:44        | V-177  | 5ECA    | 537          | SPACEWAY 3, BSAT-3A                                | Éxito         | Hughes Network Systems Estados Unidos (SPACEWAY 3) / Broadcasting Satellite System Corporation Japón (BSAT-3A)                                          |
| 5 de octubre de 2007 a las 21:28        | V-178  | 5GS     | 526          | INTELSAT 11, OPTUS D2                              | Éxito         | Intelsat Luxemburgo (INTELSAT 11) / Optus Australia (OPTUS D2)                                                                                          |
| 14 de noviembre de 2007 a las 22:06     | V-179  | 5ECA    | 538          | STAR ONE C1 y Skynet 5B                            | Éxito         | Star One Brasil (STAR ONE C1) / Astrium Paradigm Unión Europea & Ministerio de Defensa británico Rusia (Skynet 5B)                                      |
| 21 de diciembre de 2007 a las 21:42     | V-180  | 5GS     | 530          | Horizons-2                                         | Éxito         | RASCOMSTAR-QAF [Abiyán] (Rascom-QAF1) / Horizons Satellite LLC Estados Unidos (Horizons-2)                                                              |
| 9 de marzo de 2008 a las 04:23          | V-181  | 5ES     | 528          | ATV-001 Julio Verne (ATV)                          | Éxito         | ESA Unión Europea |
| 18 de abril de 2008 a las 22:17         | V-182  | 5ECA    | 539          | Star One C2 y VINASAT-1                            | Éxito         | Star One Brasil (Star One C2) / VNPT Vietnam (VINASAT-1)                                                                                                |
| 12 de junio de 2008 a las 21:54         | V-183  | 5ECA    | 540          | Skynet 5C y Turksat 3A                             | Éxito         | Astrium Paradigm Unión Europea & Ministerio de Defensa británico Rusia (Skynet 5C) / Turksat AS Turquía (Turksat 3A)                                    |
| 7 de julio de 2008 a las 21:47          | V-184  | 5ECA    | 541          | ProtoStar I y BADR-6                               | Éxito         | Protostar Ltd Estados Unidos (ProtoStar I) / Arabsat Arabia Saudita (BADR-6)                                                                            |
| 14 de agosto de 2008 a las 20:44        | V-185  | 5ECA    | 542          | Superbird-7 y AMC-21                               | Éxito         | SCC & Mitsubishi Electrik Corporation Japón (Superbird-7) / SES Americom Estados Unidos (AMC-21)                                                        |
| 20 de diciembre de 2008 a las 22:35     | V-186  | 5ECA    | 543          | HOT BIRD 9 y W2M                                   | Éxito         | Eutelsat Francia |
| 12 de febrero de 2009 a las 23:09       | V-187  | 5ECA    | 545          | HOT BIRD 10, SPIRALE 1&2 y NSS-9                   | Éxito         | Eutelsat Francia (HOT BIRD 10) / SES Estados Unidos (NSS-9) / CNES & DGA Francia (SPIRALE 1&2)                                                          |
| 14 de mayo de 2009 a las 13:12          | V-188  | 5ECA    | 546          | Planck y Observatorio Espacial Herschel            | Éxito         | ESA & NASA Unión Europea Estados Unidos (Planck) / ESA Unión Europea (Telescopio espacial Herschel)                                                     |
| 1 de julio de 2009 a las 17:52          | V-189  | 5ECA    | 547          | TerreStar-I                                        | Éxito         | TerreStar Networks Estados Unidos |
| 21 de agosto de 2009 a las 22:09        | V-190  | 5ECA    | 548          | JCSat 12 y Optus D3                                | Éxito         | JSat Corporation Japón (JCSat 12) / Optus Australia (Optus D3)                                                                                          |
| 1 de octubre de 2009 a las 21:59        | V-191  | 5ECA    | 549          | Amazonas 2 y ComsatBw-1                            | Éxito         | Hispasat España (Amazonas 2) / Fuerzas armadas federales alemanas Alemania (ComsatBw-1)                                                                 |
| 29 de octubre de 2009 a las 20:00       | V-192  | 5ECA    | 550          | THOR 6 y NSS12                                     | Éxito         | TELENOR Satellite Briadcasting Noruega (THOR 6) / SES Unión Europea (NSS12)                                                                             |
| 18 de diciembre de 2009 a las 16:26     | V-193  | 5GS     | 532          | Helios 2B                                          | Éxito         | Ministerio de Defensa francés Francia Bélgica España Grecia                                                                                             |
| 21 de mayo de 2010 a las 22:01          | V-194  | 5ECA    | 551          | ASTRA 3B y ComsatBw-2                              | Éxito         | SES S.A. y SES ASTRA Luxemburgo (ASTRA 3B) / Fuerzas armadas federales alemanas Alemania (ComsatBw-12)                                                  |
| 26 de junio de 2010 a las 21:42         | V-195  | 5ECA    | 552          | Arabsat-5A & COMS                                  | Éxito         | |
| 4 de agosto de 2010 a las 20:59         | V-196  | 5ECA    | 554          | RASCOM-QAF 1R & NILESAT 201                        | Éxito         | |
| 28 de octubre de 2010 a las 21:51       | V-197  | 5ECA    | 555          | Eutelsat W3B & BSAT-3b                             | Éxito         | Eutelsat Francia (Eutelsat W3B) / Broadcasting Satellite System Corporation Japón (BSAT-3b)                                                             |
| 26 de noviembre de 2010 a las 15:39     | V-198  | 5ECA    | 556          | HYLAS& INTELSAT 17                                 | Éxito         | Avanti Communications Group PLC Reino Unido (HYLAS 1) / Intelsat Estados Unidos (INTELSAT 17)                                                           |
| 29 de diciembre de 2010 a las 22:27     | V-199  | 5ECA    | 557          | Hispasat 30W-5 (ex Hispasat 1E) & Koreasat 6       | Éxito         | Hispasat España (Hispasat 30W-5) / KTSAT Corea del Sur (Koreasat 6)                                                                                     |
| 16 de febrero de 2011 a las 21:50       | V-200  | 5ES     | 544          | ATV-002 Johannes Kepler                            | Éxito         | ESA Unión Europea |
| 22 de abril de 2011 a las 20:17         | VA-201 | 5ECA    | 558          | Yahsat 1A & Intelsat New Dawn                      | Éxito         | |
| 20 de mayo de 2011 a las 20:38          | VA-202 | 5ECA    | 559          | ST-2 & GSAT-8                                      | Éxito         | Singapur Telecom Singapur & Chunghwa Telecom República de China (ST-2) / ISRO India (GSAT-8)                                                            |
| 6 de agosto de 2011 a las 22:52         | VA-203 | 5ECA    | 560          | ASTRA 1N & BSAT-3c/JCSAT-110R                      | Éxito         | SES S.A. y SES ASTRA Luxemburgo (ASTRA 1N) / Broadcasting Satellite System Corporation & SKY Perfect JSAT Japón (BSAT-3c/JCSAT-110R)                    |
| 21 de septiembre de 2011 a las 21:38    | VA-204 | 5ECA    | 561          | Arabsat-5C & SES-2                                 | Éxito         | |
| 23 de marzo de 2012 a las 04:34         | VA-205 | 5ES     | 553          | ATV-003 Edoardo Amaldi                             | Éxito         | ESA Unión Europea |
| 15 de mayo de 2012 a las 22:13          | VA-206 | 5ECA    | 562          | JCSat-13 & VinaSat-2                               | Éxito         | JSat Corporation Japón (JCSat-13) / Vietnam Posts and Telecommunications Group Vietnam (VinaSat-2)                                                      |
| 5 de julio de 2012 a las 21:36          | VA-207 | 5ECA    | 563          | MSG-3 & EchoStar XVII                              | Éxito         | ESA & Eumetsat Unión Europea (MSG-3) / EchoStar & Hughes Network Systems Estados Unidos (EchoStar XVII)                                                 |
| 2 de agosto de 2012 a las 20:54         | VA-208 | 5ECA    | 564          | INTELSAT 20 & HYLAS 2                              | Éxito         | Intelsat Estados Unidos (INTELSAT 20) / Avanti Communications Group PLC Reino Unido (HYLAS 2)                                                           |
| 28 de septiembre de 2012 a las 21:18    | VA-209 | 5ECA    | 565          | ASTRA 2F & GSAT 10                                 | Éxito         | SES S.A. y SES ASTRA Luxemburgo (ASTRA 2F) / ISRO India (GSAT-10)                                                                                       |
| 10 de noviembre de 2012 a las 21:05     | VA-210 | 5ECA    | 566          | Star One C3 & Eutelsat 21B (ex W6A)                | Éxito         | Star One Brasil (Star One C3) / Eutelsat Francia (Eutelsat 21B, ex W6A)                                                                                 |
| 19 de diciembre de 2012 a las 21:49     | VA-211 | 5ECA    | 567          | Skynet 5D & Mexsat 3                               | Éxito         | Astrium Paradigma Unión Europea & Ministerio de Defensa ruso Rusia (Skynet 5D) / Secretaría de Comunicaciones y Transportes de México México (Mexsat 3) |
| 7 de febrero de 2013 a las 21:36        | VA-212 | 5ECA    | 568          | Amazonas 3 & Azerspace/Africasat-1.ª               | Éxito         | |
| 5 de junio de 2013 a las 21:52:11       | VA-213 | 5ES     | 592          | ATV-004 Albert Einstein                            | Éxito         | ESA Unión Europea |
| 25 de julio de 2013 a las 19:54         | VA-214 | 5ECA    | 569          | INSAT-3D & Alphasat                                | Éxito         | |
| 29 de agosto de 2013 a las 20:30        | VA-215 | 5ECA    | 570          | EUTELSAT 25B/Es’hail 1 & GSAT-7                    | Éxito         | Eutelsat Francia y Es'hailSat Catar (Eutelsat 25B/Es’hail 1) / ISRO India (GSAT-7)                                                                      |
| 6 de febrero de 2014 a las 21:30        | VA-217 | 5ECA    | 572          | ABS-2 & Athena-Fidus                               | Éxito         | |
| 22 de marzo de 2014 a las 22:04         | VA-216 | 5ECA    | 571          | ASTRA 5B & Amazonas 4A                             | Éxito         | SES S.A. y SES ASTRA Luxemburgo (ASTRA 5B) / Hispasat España (Amazonas 4A)                                                                              |
| 29 de julio de 2014 a las 23:47:38      | VA-219 | 5ES     | 593          | ATV-005 Georges Lemaître                           | Éxito         | ESA Unión Europea |
| 11 de septiembre de 2014 a las 22:05    | VA-218 | 5ECA    | 573          | OPTUS 10 & MEASAT-3b                               | Éxito         | |
| 16 de octubre de 2014 a las 21:43:45    | VA-220 | 5ECA    | 574          | Intelsat 30 & ARSAT-1                              | Éxito         | Intelsat Estados Unidos (Intelsat 30) / ARSAT Argentina (ARSAT-1)                                                                                       |
| 6 de diciembre de 2014 a las 20:40      | VA-221 | 5ECA    | 575          | DirecTV-14 & GSAT-16                               | Éxito         | DirecTV Estados Unidos (DirecTV-14) / ISRO India (GSAT-16)                                                                                              |
| 26 de abril de 2015 a las 20:00         | VA-222 | 5ECA    | 576          | THOR 7 & SICRAL 2                                  | Éxito         | |
| 27 de mayo de 2015 a las 21:16          | VA-223 | 5ECA    | 577          | DirecTV-15 & SkyMexico-1                           | Éxito         | DirecTV Estados Unidos (DirecTV-15) / DirecTV Latin America Estados Unidos & Reino Unido & México (SkyMexico-1)                                         |
| 15 de julio de 2015 a las 21:42         | VA-224 | 5ECA    | 578          | Star One C4 & MSG-4                                | Éxito         | Star One Brasil (Star One C4) / ESA & Eumetsat Unión Europea (MSG-4)                                                                                    |
| 20 de agosto de 2015 a las 20:34        | VA-225 | 5ECA    | 579          | Eutelsat 8 West B & Intelsat 34                    | Éxito         | Eutelsat Francia (Eutelsat 8 West B) / Intelsat Estados Unidos (Intelsat 34)                                                                            |
| 30 de septiembre de 2015 a las 20:30    | VA-226 | 5ECA    | 580          | Sky Muster™ & ARSAT-2                              | Éxito         | NBN Australia (Sky Muster™) / ARSAT Argentina (ARSAT-2)                                                                                                 |
| 10 de noviembre de 2015 a las 21:34     | VA-227 | 5ECA    | 581          | ARABSAT-6B & GSAT-15                               | Éxito         | Arabsat Arabia Saudita (ARABSAT-6B) / ISRO India (GSAT-15)                                                                                              |
| 27 de enero de 2016 a las 23:20         | VA-228 | 5ECA    | 583          | Intelsat 29e                                       | Éxito         | Intelsat Estados Unidos |
| 9 de marzo de 2016 a las 05:20          | VA-229 | 5ECA    | 582          | Eutelsat 65 West A                                 | Éxito         | Eutelsat Francia |
| 18 de junio de 2016 a las 21:38         | VA-230 | 5ECA    | 584          | BRIsat & EchoStar XVIII                            | Éxito         | Persero Indonesia (BRIsat) / Dish Network Estados Unidos (EchoStar XVIII)                                                                               |
| 24 de agosto de 2016 a las 22:16:01     | VA-232 | 5ECA    | 586          | Intelsat 33e & Intelsat 36                         | Éxito         | Intelsat Estados Unidos |
| 5 de octubre de 2016 a las 20:30        | VA-231 | 5ECA    | 585          | Sky Muster™ II & GSAT-18                           | Éxito         | NBN Australia (Sky Muster™ II) / ISRO India (GSAT-18)                                                                                                   |
| 17 de noviembre de 2016 a las 13:06:48  | VA-233 | 5ES     | 594          | Galileo FOC-M6 satellites 15, 16, 17 y 18          | Éxito.        | Comisión Europea Unión Europea |
| 21 de diciembre de 2016 a las 20:30     | VA-234 | 5ECA    | 587          | Star One D1, JCSAT-15                              | Éxito         | Embratel Star One Brasil (Star One D1) / SKY Perfect Japón (JCSAT-15)                                                                                   |
| 14 de febrero de 2017 a las 21:39       | VA-235 | 5ECA    | 588          | SKY Brazil-1, Telkom-3S                            | Éxito         | DirecTV Latin America (América Latina) Estados Unidos Brasil (SKY Brazil-1) / PT Telkomunikasi Indonesia Indonesia (Telkom-3S)                          |
| 4 de mayo de 2017 a las 21:50           | VA-236 | 5ECA    | 589          | SGDC, KOREASAT-7                                   | Éxito         | Telebras S.A Brasil (SGDC) / KTSAT Corea del Sur (KOREASAT-7)                                                                                           |
| 1 de junio de 2017 a las 23:45          | VA-237 | 5ECA    | 590          | ViaSat-2, EUTELSAT 172B                            | Éxito         | ViaSat Estados Unidos (ViaSat-2) / Eutelsat Francia (EUTELSAT 17)                                                                                       |
| 28 de junio de 2017 a las 21:15         | VA-238 | 5ECA    | 591          | HellasSat 3/Inmarsat-S-EAN (EuropaSat), GSat 17    | Éxito         | Inmarsat Reino Unido & Hellas Sat Chile (HellasSat 3/Inmarsat-S-EAN/EuropaSat) / ISRO India (GSat-17)                                                   |
| 29 de septiembre de 2017 a las 21:56    | VA-239 | 5ECA    | 5100         | Intelsat 37e, BSAT 4.ª                             | Éxito         | Intelsat Estados Unidos (Intelsat 37e) / Broadcasting Satellite System Corporation Japón (BSAT 4.ª)                                                     |
| 12 de diciembre de 2017 a las 18:36:07  | VA-240 | 5ES     | 595          | Galileo, FOC-M7 satélites 19, 20, 21 y 22          | Éxito         | Comisión Europea Unión Europea |
| 25 de enero de 2018 a las 22:20         | VA-241 | 5ECA    | 5101         | SES 14/GOLD, Al Yah 3                              | Fallo parcial | SES Luxemburgo y EAU |
| 05 de abril de 2018 a las 21:34         | VA-242 | 5ECA    | 5102         | DSN-1/Superbird-8, HYLAS 4                         | Éxito         | Sky Perfect Japón (DSN-1/Superbird-8) / Avanti Communications Italia (HYLAS 4)                                                                          |
| 25 de julio de 2018 a las 11:25         | VA-244 | 5ES     | 596          | Galileo FOC-M8 satélites 23, 24, 25, 26            | Éxito         | Comisión Europea Unión Europea |
| 25 de septiembre de 2018 a las 22:38    | VA-243 | 5ECA    |              | Horizons-3e, Azerspace 2/Intelsat 38               | Éxito         | Sky Perfect Japón, Intelsat Estados Unidos |
| 20 de octubre de 2018                   | VA-245 | 5ECA    |              | BepiColombo                                        | Éxito         | ESA Unión Europea, JAXA Japón |
| 4 de diciembre de 2018 a las 20:37      | VA-246 | 5ECA    | 5104         | GSAT-11, GEO-KOMPSAT 2A                            | Éxito         | ISRO, KARI |
| 5 de febrero de 2019 a las 21:01        | VA-247 | 5ECA    | 5106         | GSAT-31, Hellas Sat 4 / SaudiGeoSat 1              | Éxito         | ISRO, Hellas Sat |
| 20 de junio de 2019 a las 21:43         | VA-248 | 5ECA    | 5107         | DirecTV-16, Eutelsat 7C                            | Éxito         | DirecTV, Eutelsat |
| 6 de agosto de 2019 a las 19:30         | VA-249 | 5ECA    | 5108         | EDRS-C/HYLAS-3, Intelsat 39                        | Éxito         | ESA, Avanti, Intelsat |
| 26 de noviembre de 2019 a las 21:23     | VA-250 | 5ECA    | 5109         | Inmarsat-5 F5 (GX5), TIBA-1                        | Éxito         | Inmarsat, gobierno de Egipto (TIBA-1) |
| 16 de enero de 2020 a las 21:05         | VA-251 | 5ECA    | 5110         | Eutelsat KONNECT, GSAT-30                          | Éxito         | Eutelsat, ISRO |
| 18 de febrero de 2020 a las 22:18       | VA-252 | 5ECA    | 5111         | JCSAT-17, GEO-Kompsat 2B                           | Éxito         | SKY Perfect JCSAT, KARI |
| 15 de agosto de 2020 a las 22:04        | VA-253 | 5ECA    | 5112         | Galaxy 30, BSAT-4B, MEV-2                          | Éxito         | Intelsat, Northrop Grumman, B-SAT |
| 30 de julio de 2021 a las 21:00         | VA-254 | 5ECA    | 5113         | Eutelsat Quantum, Star One D2                      | Éxito         | Eutelsat, Star One |
| 24 de octubre de 2021 a las 02:10       | VA-255 | 5ECA    | 5115         | SES-17, Syracuse 4A                                | Éxito         | |
| 25 de diciembre de 2021 a las 12:20     | VA-256 | 5ECA    | 5114         | James Webb Space Telescope                         | Éxito         | |
| 22 de junio de 2022 a las 21:50         | VA-257 | 5ECA    | 5116         | MEASAT-3d, GSAT-24                                 | Éxito         | |
| 7 de septiembre de 2022 a las 21:45     | VA-258 | 5ECA    | 5117         | Eutelsat Konnect VHTS                              | Éxito         | |
| 13 de diciembre de 2022 a las 20:30     | VA-259 | 5ECA    | 5118         | Galaxy 35, Galaxy 36, MTG-I1                       | Éxito         | |
| 14 de abril de 2023 a las 12:14         | VA-260 | 5ECA    |              | Jupiter Icy Moons Explorer (JUICE)                 | Éxito         | |
| 5 de julio de 2023 a las 22:00 (UTC)    | VA-261 | 5ECA    |              | Syracuse 4B, Heinrich Hertz (H2Sat)                | Éxito         | Francia, Agencia Espacial Alemana Alemania |